# Jerry Fisher
Jerry Fisher (Dekalb, Texas, 1 de marzo de 1942) es un cantante estadounidense de blues y R&B.
Fisher es conocido, básicamente, por haber sustituido a David Clayton-Thomas como cantante en el grupo de jazz-rock, Blood, Sweat & Tears (con el breve interludio de Bobby Doyle). Con la banda, permaneció entre 1972 y 1975, grabando en ese periodo tres álbumes (New blood, No sweat y Mirror image).
Sin embargo, Fisher tenía una amplia experiencia como cantante de blues, estando considerado en su tierra natal como uno de los mejores cantantes blancos de blues. También había estado tocando varios años en los circuitos de Las Vegas y Lago Tahoe. Cuando BS&T decidió sustituir a Bobby Doyle, Fisher estaba grabando varios singles en una subsidiaria de Columbia Records, el sello discográfico de la banda.
Después de su estancia en BS&T, Fisher formó su propia banda, "The Music Company" y montó, junto con su esposa Melva, un restaurante (The dock of the bay) en Bay St.Louis, Misisipi. Vendieron el restaurante en 2005, justo antes de que el huracán Katrina destrozase el local, del que no queda rastro.  Jerry y Melva se trasladaron a Colorado en la época del huracán, actuando desde entonces de forma esporádica.

## Discografía seleccionada
Con The Jerry Fisher Group
- Annual Spring combo concert of the North Texas Lab Bands, 21 de abril de 1970, Universidad del Norte de Texas, 38141 Century Records

Músicos: Fred Sherman (trompeta) Frank Hutto (trombón) Lon Price, Ken Maslak (saxos) George Beatty (piano) Kenny Renfro (guitarra) Steve Turre (bajo) Dahrell Norris (batería) Jerry Fisher (vocal).
- Gentle people

Con Blood, Sweat & Tears
- New Blood (1972)
- No sweat (1973)
- Mirror image (1974)

Con Jerry Fisher and The Music Company
- In an' Outta Da Blues, Ramblin' Records (1992)